# Tetrazol
Tetrazol ist eine heterocyclische chemische Verbindung, für die drei isomere Strukturen formuliert werden können.

## Tautomerie
Je nach Lage der Doppelbindungen unterscheidet man die isomeren Strukturen 1H-, 2H- und 5H-Tetrazol. 1H- und 2H-Tetrazol bilden ein Tautomeriegleichgewicht, das im kristallinen Feststoff auf der Seite des 1H-Tetrazols liegt. In der Gasphase dominiert das 2H-Tautomer. Sowohl das 1H-Tetrazol (links) als auch das 2H-Tetrazol (Mitte) können als 6π-Heteroaromaten aufgefasst werden:

## Darstellung
1H-Tetrazol entsteht durch Reaktion von Blausäure mit Stickstoffwasserstoffsäure. Bei dieser Reaktion handelt es sich um eine 1,3-dipolare Cycloaddition. Die Verbindung kann auch durch die Deaminierung von kommerziell erhältlichem 5-Aminotetrazol, welches leicht aus Aminoguanidin hergestellt werden kann, gewonnen werden.
Eine weitere Synthese gelingt durch die Umsetzung von Natriumazid, Ammoniumchlorid und Triethylorthoformiat in Eisessig.

## Eigenschaften
1H-Tetrazol ist ein kristalliner Feststoff, der in zwei polymorphen Formen auftritt. Die beiden Kristallformen stehen enantiotrop zueinander. Unterhalb der Umwandlungstemperatur von −31 °C liegt die Form II vor. Oberhalb der Umwandlungstemperatur ist die Form I die thermodynamisch stabile Kristallform. Diese zeigt einen Schmelzpunkt bei 157 °C. Die Schmelzenthalpie beträgt 18,4 kJ·mol−1, die Umwandlungsenthalpie am Fest-fest-Phasenübergang 14,0 J·mol−1. Die Dampfdruckfunktion ergibt sich nach August entsprechend ln(P) = −A/T+B (P in Pa, T in K) mit A = 10560 ±168 und B = 31,148 ±0,458 im Temperaturbereich von 333 K bis 404 K. Aus der Dampfdruckfunktion lässt sich eine molare Sublimationsenthalpie von 87,8 kJ·mol−1 ableiten. Die Verbindung ist mit einer Standardbildungsenthalpie von ΔfHsolid = 236 kJ·mol−1 bzw. ΔfHgas = 320 kJ·mol−1 stark endotherm. Die Standardverbrennungsenthalpie ΔcHsolid beträgt −915,5 kJ·mol−1. Die wässrige Lösung von 1H-Tetrazol reagiert schwach sauer und hat etwa die gleiche Acidität wie Essigsäure. Es konnten eine Reihe von Salzen wie das Lithium-, Natrium-, Kalium-, Rubidium-, Cäsium-, Strontium-, Ammonium- und Hydraziniumsalz hergestellt und charakterisiert werden.  Mit einer Schlagenergie <4 J ist die Verbindung extrem schlagempfindlich. Gegenüber Reibung wurde bis 360 N keine Empfindlichkeit festgestellt.

## Bedeutung
Von den Derivaten des 1H-Tetrazols haben Tetrazoliumsalze besondere Bedeutung in der Biochemie.
Die Bedeutung der Tetrazole in der Pharmazie liegt in der Bioisosterie zur Carboxygruppe. In 5-Position substituierte 1H-Tetrazole haben ähnliche physikalische Eigenschaften wie ihre Carboxy-Analoga, zeigen aber eine höhere Stabilität gegenüber der Metabolisierung. Bekannte Pharmazeutika sind zum Beispiel das Losartan oder auch das Pentamethylentetrazol oder auch Pentetrazol, ein Analeptikum.

## Sicherheit
1H-Tetrazol ist von der Bundesanstalt für Materialforschung und -prüfung (BAM) im Sinne des Sprengstoffgesetzes als explosionsgefährlicher Stoff in der Stoffgruppe A eingestuft.